# Captain Oi! Records
Captain Oi! es una discográfica de punk rock y Oi! con base en High Wycombe, Inglaterra. La compañía ha lanzado más de 300 álbumes de banda de punk y Oi! de finales de los años 70 y 80. El sello fue formado por Mark Brennan, exbajista de The Business, quien previamente co-dirigía Link Records y Dojo, la subsidiaria de Castle Records. La inspiración de Brennan fue Ace Records, con la idea de hacer de Captain Oi! el Ace Records del retro punk rock", reeditando material de bandas clásicas de punk. Después expandieron para lanzar álbumes de bandas nuevas que se ajustasen al estilo de la discográfica, como Argy Bargy, y material nuevo de antiguas bandas de punk como Special Duties y Cockney Rejects.

## Bandas de la discográfica
| - The 4-Skins - 999 - The Adicts - The Adverts - Angelic Upstarts - Anti Nowhere League - Alternative TV - Bad Manners - Blitz - Buzzcocks - Chaos UK - Chaotic Dischord - Chelsea - Chron Gen - Cockney Rejects - Conflict - Dead Kennedys - The Dickies - Discharge - Eddie and the Hot Rods - The Exploited - Extreme Noise Terror - GBH - Goldblade - Judge Dread | - Leyton Buzzards - London - The Lurkers - The Members - The Meteors - One Way System - Patrik Fitzgerald - Penetration - Peter and the Test Tube Babies - The Revillos - The Ruts - Secret Affair - The Selecter - Sham 69 - Sick Of Society - Sid Vicious - The Skids - Stiff Little Fingers - Tenpole Tudor - Toy Dolls - UK Subs - The Vapors - Vice Squad |